# Lucas Di Grassi
Lucas Tucci Di Grassi (São Paulo, 11 de agosto de 1984), o simplemente Lucas Di Grassi, es un piloto de automovilismo brasileño. Fue subcampeón de GP2 Series en 2007 y tercero en 2008 y 2009. Compitió en Fórmula 1 en 2010 con Virgin Racing. También fue piloto de Audi Sport en el Campeonato Mundial de Resistencia de la FIA desde 2012 hasta 2016, cuando resultó subcampeón. 
Ha disputado la Fórmula E desde 2014, con el equipo ABT Schaeffler Audi Sport disputó sus primeras seis temporadas, fichó por ROKiT Venturi Racing y corrió en 2022-23 para Mahindra Racing, logrando 13 victorias, el campeonato en 2016-17, dos subcampeonatos en 2015-16 y 2017-18, y tercero en 2014-15 y 2018-19.

## Carrera

### Inicios
Debuta en 1997 en el karting brasileño, rápidamente asciende y en 1998 se titula campeón del sudamericano júnior de karting y un año después se hace con el título del panamericano de Fórmula A (categoría más tarde conocida como KF1) y el cuarto puesto de la FA brasileña. En 2002, ingresa a la Fórmula Renault Brasil obteniendo dos victorias que lo dejarían en el segundo lugar del campeonato. Para 2003 obtiene el subcampeonato de la Fórmula 3 sudamericana disputando únicamente 12 de las 18 carreras.
Para el año 2004, Di Grassi es seleccionado por Renault F1 Team para el Programa de Desarrollo de Pilotos. Ese mismo año llega a la Fórmula 3 obteniendo una victoria en el campeonato europeo. Luego obtiene el título de campeón en el Gran Premio de Macao de F3.

### GP2 Series
En 2006, Di Grassi pasa a la GP2 Series con el equipo Durango, pero solamente logra sumar 8 puntos para finalizar 16.º. Sin embargo, a finales de 2006, es fichado por el equipo campeón de GP2, ART Grand Prix, para la temporada 2007 de GP2 Series. Tras este año, en el que fue subcampeón por detrás de Timo Glock, fue contratado por el equipo Renault como primer piloto probador de la escudería, ayudando a los dos pilotos oficiales, Fernando Alonso y Nelson Piquet, Jr., a desarrollar el coche y estando listo para sustituir a alguno de ellos en cualquier carrera si fuese necesario.
Para la temporada 2008, el equipo Campos Grand Prix le llamó en la cuarta cita del campeonato de GP2 para sustituir a Ben Hanley. Di Grassi volvió de la mejor manera posible, al conseguir un podio en la primera carrera. De ahí al final de la temporada consiguió tres victorias y seis podios que le valieron para terminar en la tercera posición del campeonato, a pesar de incorporarse al mismo casi a mediados de temporada. Posiblemente, si tenemos en cuenta esos datos esta haya sido su mejor temporada en la categoría. De cara a 2009, Di Grassi tuvo opciones de ser piloto oficial de la escudería Honda de Fórmula 1, pero finalmente siguió en la GP2 con Racing Engineering. Di Grassi obtuvo el tercer puesto final en la temporada 2009. Eso desató los rumores que le colocaban en la F1 con Virgin Racing.

### Fórmula 1

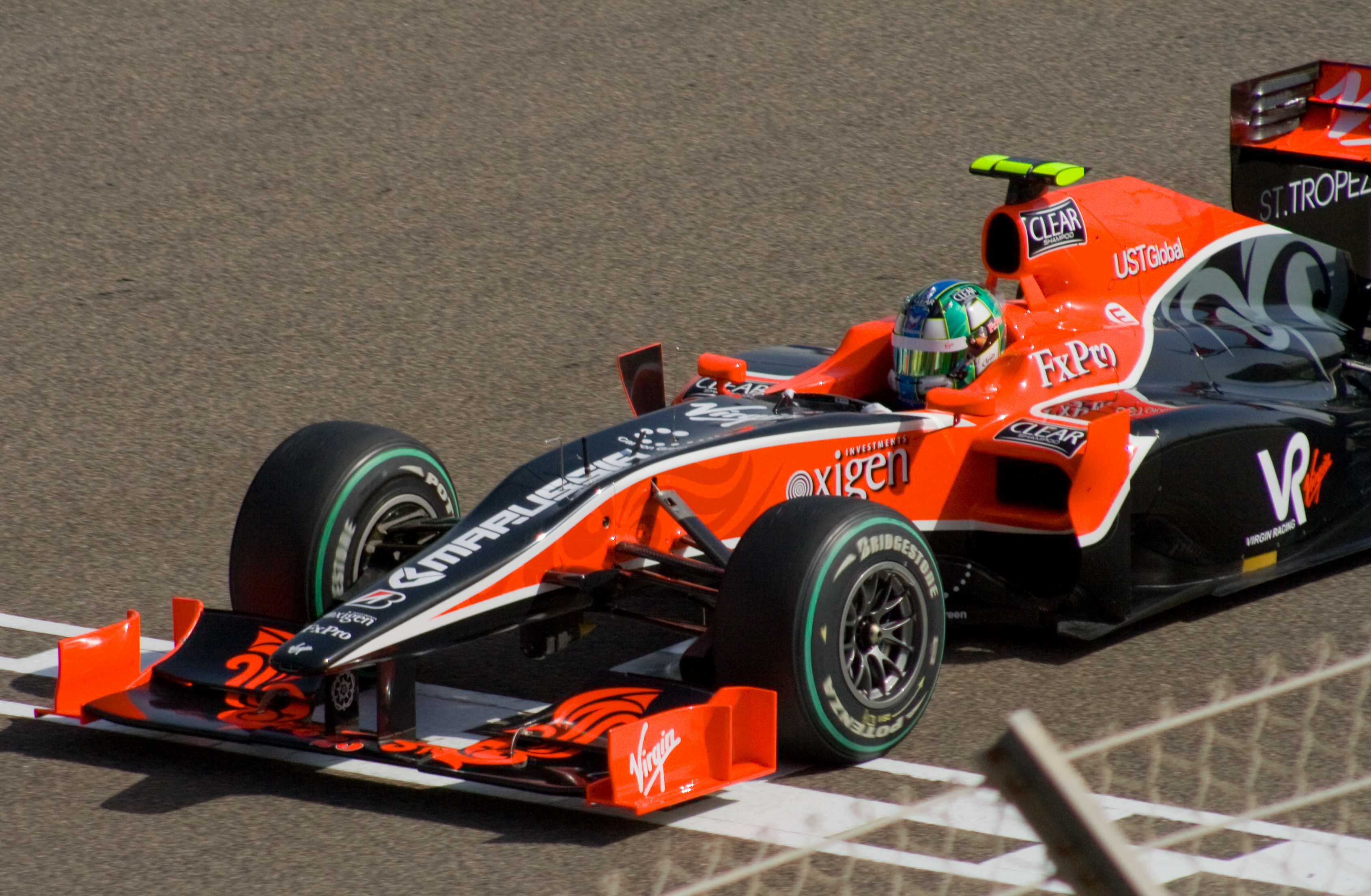
Di Grassi en el Gran Premio de Baréin de 2010

Fue fichado finalmente por la escudería Virgin de Fórmula 1, siendo piloto titular y compañero de Timo Glock. En su primera carrera, en Baréin, clasificó 23°, pero en carrera el motor le falla y abandona. En Malasia, Di Grassi consigue acabar su primera carrera y también la de su equipo. Posteriormente consigue buenos resultados, como un 15.º puesto en Singapur, pero se ve superado habitualmente por Glock y finalmente Virgin no le renueva. Así, Di Grassi se queda sin equipo para la 2011. Entonces se marcha a Pirelli para ejercer como piloto de pruebas.

### Fórmula E

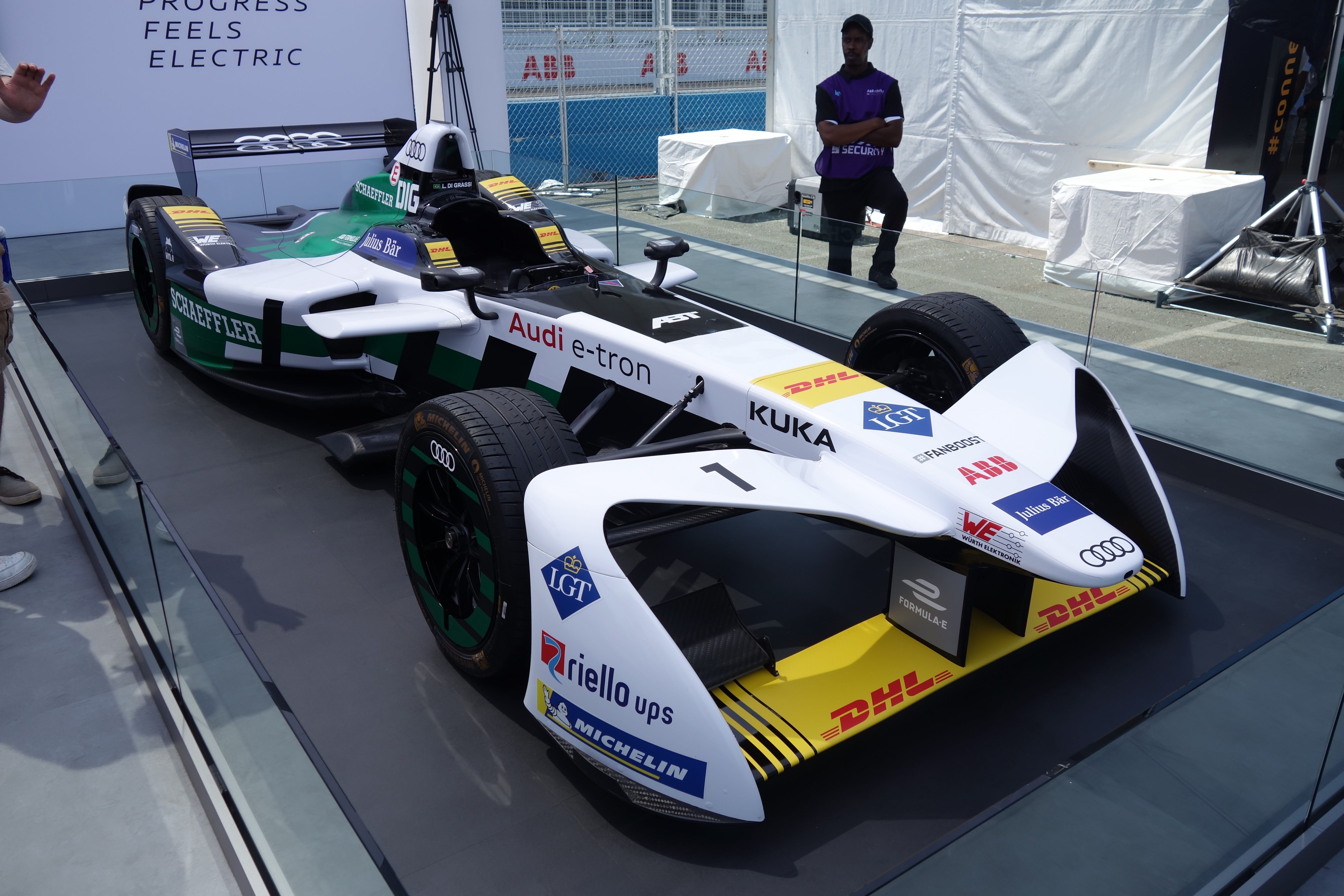
Spark-Audi que condujo en la Fórmula E en 2017-18

Tras haber sido piloto probador oficial de la Fórmula E durante 2012 y 2013, en febrero de 2014 se hizo oficial su fichaje para competir en la temporada inaugural, de 2014-15, con Audi Sport ABT. Obtuvo seis podios, incluyendo una victoria en Pekín, de modo que finalizó tercero en el campeonato, por detrás de Nelson Piquet Jr. y Sébastien Buemi. En la temporada 2015-16, Di Grassi cosechó tres victorias, dos segundos lugares, y dos terceros, sin embargo resultó subcampeón por dos puntos ante Buemi. En la temporada 2016-17, se proclamó campeón de la Fórmula E, con dos victorias, tres segundos puestos y dos terceros puestos.
En la temporada 2017-18 de la Fórmula E, Di Grassi fue subcampeón detrás del francés Jean-Éric Vergne con dos victorias y cinco segunos puestos. En 2018-19 fue tercero con dos victorias, teniendo chances de campeonato en ambas hasta la última fecha. En 2019-20 el brasileño obtuvo dos podios pero ningún triunfo, finalizando sexto en la tabla general.

### Resistencia
En 2012, Di Grassi participó de la fecha de Interlagos del Campeonato Mundial de Resistencia con una Audi R18 oficial de Joest, terminando tercero en la carrera.
El brasileño siguió en el programa oficial de resistencia de Audi en 2013, resultando tercero en las 6 Horas de Spa-Francorchamps y las 24 Horas de Le Mans junto a Marc Gené y Oliver Jarvis, y segundo en las 12 Horas de Sebring junto a Tom Kristensen y Allan McNish.
En 2014, Di Grassi se convirtió en piloto titular de Audi en el Campeonato Mundial de Resistencia y compartió butaca con Kristensen y Loïc Duval. Cosecharon tres segundos lugares y un tercero, resultando novenos en el campeonato.
En el Campeonato Mundial de Resistencia 2015, el brasileño obtuvo un tercer puesto y cuatro cuartos junto a Loïc Duval y Oliver Jarvis, por lo que se ubicó décimo en el campeonato de pilotos de LMP1. En la temporada 2016, consiguieron dos victorias en Spa-Francorchamps y Baréin, tres segundos puestos y un tercero, pero les alcanzó para conformarse con el subcampeonato por detrás de los pilotos de Porsche, Neel Jani / Marc Lieb / Romain Dumas.

### Stock Car
Di Grassi disputó gran parte de la temporada 2018 de Stock Car Brasil, ganando en tres oportunidades.

## Resumen de carrera
| Temporada | Categoría                                            | Equipo                          | Carreras     | Victorias    | Poles        | VR           | Podios       | Puntos       | Pos.         |
| --------- | ---------------------------------------------------- | ------------------------------- | ------------ | ------------ | ------------ | ------------ | ------------ | ------------ | ------------ |
| 2002      | Fórmula Renault 2.0 Brasil                           | G Force Motorsport              | 10           | 2            | 1            | 0            | 6            | 137          | 2.º          |
| 2003      | Fórmula 3 Sudamericana                               | Avallone Motorsport             | 12           | 1            | 3            | 0            | 11           | 164          | 2.º          |
| 2003      | Fórmula 3 Euroseries                                 | Prema Powerteam                 | 4            | 0            | 0            | 0            | 0            | 5            | 21.º         |
| 2004      | Fórmula 3 Británica                                  | Hitech Racing                   | 24           | 2            | 3            | 0            | 6            | 130          | 8.º          |
| 2004      | Bahrain Super Prix                                   | Hitech Racing                   | 1            | 0            | 0            | 0            | 0            | N/A          | 19.º         |
| 2004      | Gran Premio de Macao                                 | Hitech Racing                   | 1            | 0            | 0            | 0            | 1            | N/A          | 3.º          |
| 2004      | Masters de Fórmula 3                                 | Hitech Racing                   | 1            | 0            | 0            | 0            | 0            | N/A          | 5.º          |
| 2004      | Copa Europea de Fórmula 3 de la FIA                  | Hitech Racing                   | 1            | 0            | 0            | 0            | 0            | N/A          | 6.º          |
| 2005      | Fórmula 3 Euroseries                                 | Manor Motorsport                | 19           | 1            | 2            | 1            | 6            | 68           | 3.º          |
| 2005      | Gran Premio de Macao                                 | Manor Motorsport                | 1            | 1            | 0            | 0            | 1            | N/A          | 1.º          |
| 2005      | Masters de Fórmula 3                                 | Manor Motorsport                | 1            | 0            | 0            | 0            | 1            | N/A          | 3.º          |
| 2006      | GP2 Series                                           | Durango                         | 20           | 0            | 0            | 0            | 0            | 8            | 17.º         |
| 2007      | GP2 Series                                           | ART Grand Prix                  | 21           | 1            | 0            | 0            | 7            | 77           | 2.º          |
| 2008      | GP2 Series                                           | Barwa International Campos Team | 14           | 3            | 0            | 2            | 6            | 63           | 3.º          |
| 2009      | GP2 Series                                           | Racing Engineering              | 20           | 1            | 1            | 2            | 8            | 63           | 3.º          |
| 2010      | Fórmula 1                                            | Virgin Racing                   | 19           | 0            | 0            | 0            | 0            | 0            | 24.º         |
| 2012      | Campeonato Mundial de Resistencia de la FIA - LMP1   | Audi Sport Team Joest           | 1            | 0            | 0            | 1            | 1            | 15           | 22.º         |
| 2012      | Copa GT de Macao                                     | AF Corse                        | 1            | 0            | 0            | 0            | 0            | N/A          | 17.º         |
| 2012      | 24 Horas de Nürburgring                              | Dörr Motorsport                 | 1            | 0            | 0            | 0            | 0            | N/A          | NC           |
| 2012      | International V8 Supercars Championship              | Tekno Autosports                | 2            | 0            | 0            | 0            | 0            | 0            | NC†          |
| 2013      | Campeonato Mundial de Resistencia de la FIA - LMP1   | Audi Sport Team Joest           | 2            | 0            | 0            | 0            | 2            | 45           | 9.º          |
| 2013      | 24 Horas de Le Mans - LMP1                           | Audi Sport Team Joest           | 1            | 0            | 0            | 0            | 1            | N/A          | 3.º          |
| 2013      | American Le Mans Series - P1                         | Audi Sport Team Joest           | 1            | 0            | 0            | 0            | 1            | 0            | NC†          |
| 2014      | Campeonato Mundial de Resistencia de la FIA - LMP1-H | Audi Sport Team Joest           | 8            | 0            | 0            | 0            | 4            | 117          | 4.º          |
| 2014      | 24 Horas de Le Mans - LMP1-H                         | Audi Sport Team Joest           | 1            | 0            | 0            | 0            | 1            | N/A          | 2.º          |
| 2014      | Stock Car Brasil                                     | Ipiranga-RCM                    | 1            | 0            | 0            | 0            | 0            | 0            | NC†          |
| 2014-15   | Fórmula E                                            | Audi Sport ABT                  | 11           | 1            | 0            | 1            | 6            | 133          | 3.º          |
| 2015      | Campeonato Mundial de Resistencia de la FIA - LMP1   | Audi Sport Team Joest           | 8            | 0            | 0            | 0            | 1            | 99           | 4.º          |
| 2015      | 24 Horas de Le Mans - LMP1                           | Audi Sport Team Joest           | 1            | 0            | 0            | 0            | 0            | N/A          | 4.º          |
| 2015      | Stock Car Brasil                                     | Ipiranga-RCM                    | 1            | 0            | 0            | 0            | 0            | 0            | NC†          |
| 2015-16   | Fórmula E                                            | ABT Schaeffler Audi Sport       | 10           | 3            | 0            | 0            | 7            | 153          | 2.º          |
| 2016      | Campeonato Mundial de Resistencia de la FIA - LMP1   | Audi Sport Team Joest           | 9            | 2            | 3            | 1            | 6            | 147.5        | 2.º          |
| 2016      | 24 Horas de Le Mans - LMP1                           | Audi Sport Team Joest           | 1            | 0            | 0            | 0            | 1            | N/A          | 3.º          |
| 2016      | Audi Sport TT Cup                                    | Audi Sport                      | 2            | 1            | 0            | 2            | 2            | 0            | NC†          |
| 2016      | Stock Car Brasil                                     | Ipiranga-RCM                    | 1            | 0            | 0            | 1            | 0            | 0            | NC†          |
| 2016-17   | Fórmula E                                            | ABT Schaeffler Audi Sport       | 12           | 2            | 3            | 0            | 7            | 181          | 1.º          |
| 2017      | Copa Mundial de GT de la FIA                         | HCB-Rutronik-Racing             | 1            | 0            | 0            | 0            | 0            | N/A          | DNF          |
| 2017-18   | Fórmula E                                            | Audi Sport ABT Schaeffler       | 12           | 2            | 0            | 3            | 7            | 144          | 2.º          |
| 2018      | Stock Car Brasil                                     | HERO Motorsport                 | 16           | 3            | 0            | 1            | 3            | 127          | 12.º         |
| 2018      | WeatherTech SportsCar Championship - Prototype       | Mazda Team Joest                | 1            | 0            | 0            | 0            | 1            | 32           | 46.º         |
| 2018-19   | Fórmula E                                            | Audi Sport ABT Schaeffler       | 13           | 2            | 0            | 2            | 3            | 108          | 3.º          |
| 2019      | Stock Car Brasil                                     | Eurofarma RC                    | 1            | 0            | 1            | 0            | 0            | 0            | 34.º         |
| 2019-20   | Fórmula E                                            | Audi Sport ABT Schaeffler       | 11           | 0            | 0            | 1            | 2            | 77           | 6.º          |
| 2020      | Porsche Endurance Series                             | N/A                             | 2            | 0            | 0            | 0            | 2            | 159          | 6.º          |
| 2020-21   | Fórmula E                                            | Audi Sport ABT Schaeffler       | 15           | 2            | 0            | 1            | 3            | 87           | 7.º          |
| 2021      | Deutsche Tourenwagen Masters                         | Abt Sportsline                  | 4            | 0            | 0            | 0            | 0            | 0            | NC†          |
| 2021      | Porsche All-Star Race Brasil                         | N/A                             | 1            | 0            | 0            | 0            | 0            | N/A          | 13.º         |
| 2021-22   | Fórmula E                                            | ROKiT Venturi Racing            | 16           | 1            | 0            | 1            | 4            | 126          | 5.º          |
| 2022-23   | Fórmula E                                            | Mahindra Racing                 | 15           | 0            | 1            | 0            | 1            | 32           | 15.º         |
| 2023-24   | Fórmula E                                            | ABT Cupra Formula E Team        | 16           | 0            | 0            | 0            | 0            | 4            | 23.º         |
| 2024-25   | Fórmula E                                            | Lola Yamaha ABT Formula E Team  | Disputándose | Disputándose | Disputándose | Disputándose | Disputándose | Disputándose | Disputándose |
| Fuente:   |                                                      |                                 |              |              |              |              |              |              |              |

- † Di Grassi fue piloto invitado, no era apto para sumar puntos.

## Resultados

### GP2 Series
(Clave) (negrita indica pole position) (cursiva indica vuelta rápida puntuable)

| Año  | Escudería                     | 1   | 1   | 2   | 2   | 3   | 3   | 4   | 4   | 5   | 5   | 6   | 6   | 7   | 7   | 8   | 8   | 9   | 9   | 10  | 10  | 11  | 11  | Pos. | Puntos | Ref.   |
| ---- | ----------------------------- | --- | --- | --- | --- | --- | --- | --- | --- | --- | --- | --- | --- | --- | --- | --- | --- | --- | --- | --- | --- | --- | --- | ---- | ------ | ------ |
| 2006 | Durango                       | VAL | VAL | IMO | IMO | NÜR | NÜR | BAR | BAR | MON | MON | SIL | SIL | MAG | MAG | HOC | HOC | BUD | BUD | EST | EST | MNZ | MNZ | 17.º | 8      | [ 8 ]  |
| 2006 | Durango                       | 17  | 16† | Ret | Ret | 18  | 13  | 12  | 9   | 11  | 11  | Ret | EX  | 7   | 6   | Ret | Ret | 13  | Ret | 5   | 9   | 10  | 14  | 17.º | 8      | [ 8 ]  |
| 2007 | ART Grand Prix                | SAK | SAK | BAR | BAR | MON | MON | MAG | MAG | SIL | SIL | NÜR | NÜR | BUD | BUD | EST | EST | MNZ | MNZ | SPA | SPA | VAL | VAL | 2.º  | 77     | [ 9 ]  |
| 2007 | ART Grand Prix                | 5   | Ret | 3   | 3   | 5   | 5   | 2   | 4   | 4   | 4   | 2   | 6   | 4   | 4   | 1   | 11  | 13  | 4   | 3   | 3   | Ret | 13  | 2.º  | 77     | [ 9 ]  |
| 2008 | Barwa Int. Campos Team        | BAR | BAR | EST | EST | MON | MON | MAG | MAG | SIL | SIL | HOC | HOC | BUD | BUD | VAL | VAL | SPA | SPA | MNZ | MNZ |     |     | 3.º  | 63     | [ 10 ] |
| 2008 | Barwa Int. Campos Team        |     |     |     |     |     |     | 2   | 4   | 2   | 2   | 5   | Ret | 1   | 10  | 4   | 1   | 20† | 5   | 1   | 11  |     |     | 3.º  | 63     | [ 10 ] |
| 2009 | Fat Burner Racing Engineering | BAR | BAR | MON | MON | EST | EST | SIL | SIL | NÜR | NÜR | BUD | BUD | VAL | VAL | SPA | SPA | MNZ | MNZ | ALG | ALG |     |     | 3.º  | 63     | [ 11 ] |
| 2009 | Fat Burner Racing Engineering | Ret | 10  | 4   | 4   | 8   | 1   | 2   | 19  | 7   | Ret | 2   | 3   | 19† | Ret | 3   | Ret | 3   | 2   | 3   | 15  |     |     | 3.º  | 63     | [ 11 ] |

### Fórmula 1
(Clave) (negrita indica pole position) (cursiva indica vuelta rápida)

| Año     | Escudería     | 1       | 2       | 3      | 4       | 5      | 6       | 7      | 8      | 9      | 10      | 11      | 12     | 13     | 14     | 15     | 16      | 17      | 18      | 19     | Pos. | Puntos |
| ------- | ------------- | ------- | ------- | ------ | ------- | ------ | ------- | ------ | ------ | ------ | ------- | ------- | ------ | ------ | ------ | ------ | ------- | ------- | ------- | ------ | ---- | ------ |
| 2010    | Virgin Racing | BHR Ret | AUS Ret | MYS 14 | CHN Ret | ESP 19 | MON Ret | TUR 19 | CAN 19 | EUR 17 | GBR Ret | GER Ret | HUN 18 | BEL 17 | ITA 20 | SIN 15 | JPN DNS | RCO Ret | BRA Ret | ABU 18 | 24.º | 0      |
| Fuente: |               |         |         |        |         |        |         |        |        |        |         |         |        |        |        |        |         |         |         |        |      |        |

### Campeonato Mundial de Resistencia de la FIA
(Clave) (negrita indica pole position) (cursiva indica vuelta rápida)

| Año  | Escudería             | Clase | Automóvil               | 1   | 2   | 3   | 4   | 5   | 6   | 7   | 8   | 9   | Pos. | Puntos | Ref.   |
| ---- | --------------------- | ----- | ----------------------- | --- | --- | --- | --- | --- | --- | --- | --- | --- | ---- | ------ | ------ |
| 2012 | Audi Sport Team Joest | LMP1  | Audi R18 e-tron quattro | SEB | SPA | LMS | SIL | SÃO | BHR | FUJ | SHA |     | 22.º | 15     | [ 13 ] |
| 2012 | Audi Sport Team Joest | LMP1  | Audi R18 e-tron quattro | 3   |     |     |     |     |     |     |     |     | 22.º | 15     | [ 13 ] |
| 2013 | Audi Sport Team Joest | LMP1  | Audi R18 e-tron quattro | SIL | SPA | LMS | SÃO | COA | FUJ | SHA | BHR |     | 9.º  | 45     | [ 14 ] |
| 2013 | Audi Sport Team Joest | LMP1  | Audi R18 e-tron quattro |     | 3   | 3   |     |     |     |     |     |     | 9.º  | 45     | [ 14 ] |
| 2014 | Audi Sport Team Joest | LMP1  | Audi R18 e-tron quattro | SIL | SPA | LMS | COA | FUJ | SHA | BHR | SÃO |     | 4.º  | 117    | [ 15 ] |
| 2014 | Audi Sport Team Joest | LMP1  | Audi R18 e-tron quattro | Ret | 2   | 2   | 2   | 5   | 5   | 5   | 3   |     | 4.º  | 117    | [ 15 ] |
| 2015 | Audi Sport Team Joest | LMP1  | Audi R18 e-tron quattro | SIL | SPA | LMS | NÜR | COA | FUJ | SHA | BHR |     | 4.º  | 99     | [ 16 ] |
| 2015 | Audi Sport Team Joest | LMP1  | Audi R18 e-tron quattro | 5   | 7   | 4   | 4   | 3   | 4   | 4   | 6   |     | 4.º  | 99     | [ 16 ] |
| 2016 | Audi Sport Team Joest | LMP1  | Audi R18                | SIL | SPA | LMS | NÜR | MEX | COA | FUJ | SHA | BHR | 2.º  | 147.5  | [ 17 ] |
| 2016 | Audi Sport Team Joest | LMP1  | Audi R18                | Ret | 1   | 3   | 2   | 15  | 2   | 2   | 5   | 1   | 2.º  | 147.5  | [ 17 ] |

### 24 Horas de Le Mans
| Año     | Equipo                | Copilotos                | Automóvil               | Clase  | Vueltas | Pos. | Pos. Clase |
| ------- | --------------------- | ------------------------ | ----------------------- | ------ | ------- | ---- | ---------- |
| 2013    | Audi Sport Team Joest | Marc Gené Oliver Jarvis  | Audi R18 e-tron quattro | LMP1   | 347     | 3.º  | 3.º        |
| 2014    | Audi Sport Team Joest | Tom Kristensen Marc Gené | Audi R18 e-tron quattro | LMP1-H | 376     | 2.º  | 2.º        |
| 2015    | Audi Sport Team Joest | Loïc Duval Oliver Jarvis | Audi R18 e-tron quattro | LMP1   | 392     | 4.º  | 4.º        |
| 2016    | Audi Sport Team Joest | Loïc Duval Oliver Jarvis | Audi R18                | LMP1   | 372     | 3.º  | 3.º        |
| Fuente: |                       |                          |                         |        |         |      |            |

### Fórmula E
(Clave) (negrita indica pole position) (cursiva indica vuelta rápida)

| Año     | Equipo                         | 1       | 2      | 3       | 4       | 5       | 6       | 7       | 8       | 9       | 10      | 11     | 12      | 13      | 14      | 15     | 16     | Pos. | Puntos |
| ------- | ------------------------------ | ------- | ------ | ------- | ------- | ------- | ------- | ------- | ------- | ------- | ------- | ------ | ------- | ------- | ------- | ------ | ------ | ---- | ------ |
| 2014-15 | Audi Sport ABT                 | PEK 1   | PUT 2  | PDE 3   | BUE Ret | MIA 9   | LBH 3   | MON 2   | BER DSQ | MOS 2   | LON 4   | LON 6  |         |         |         |        |        | 3.º  | 133    |
| 2015-16 | ABT Schaeffler Audi Sport      | PEK 2   | PUT 1  | PDE 2   | BUE 3   | MEX DSQ | LBH 1   | PAR 1   | BER 3   | LON 4   | LON Ret |        |         |         |         |        |        | 2.º  | 153    |
| 2016-17 | ABT Schaeffler Audi Sport      | HKG 2   | MAR 5  | BUE 3   | MEX 1   | MON 2   | PAR Ret | BER 2   | BER 3   | NYC 4   | NYC 5   | MTR 1  | MTR 7   |         |         |        |        | 1.º  | 181    |
| 2017-18 | Audi Sport ABT Schaeffler      | HKG 17  | HKG 14 | MAR Ret | SAN Ret | MEX 9   | PDE 2   | ROM 2   | PAR 2   | BER 2   | ZUR 1   | NYC 1  | NYC 2   |         |         |        |        | 2.º  | 144    |
| 2018-19 | Audi Sport ABT Schaeffler      | ALD 9   | MAR 7  | SAN 12  | MEX 1   | HKG 2   | SNY 15  | ROM 7   | PAR 4   | MON Ret | BER 1   | BRN 9  | NYC 5   | NYC 18† |         |        |        | 3.º  | 108    |
| 2019-20 | Audi Sport ABT Schaeffler      | DIR 13  | DIR 2  | SAN 7   | MEX 6   | MAR 7   | BER 8   | BER 3   | BER 8   | BER 6   | BER 21  | BER 6  |         |         |         |        |        | 6.º  | 77     |
| 2020-21 | Audi Sport ABT Schaeffler      | DIR 9   | DIR 8  | ROM Ret | ROM Ret | VAL 7   | VAL 10  | MON 10  | PUE 1   | PUE 18  | NYC 3   | NYC 14 | LON 6   | LON DSQ | BER 1   | BER 20 |        | 7.º  | 87     |
| 2021-22 | ROKiT Venturi Racing           | DIR 5   | DIR 3  | MEX 12  | ROM 11  | ROM 8   | MON 6   | BER Ret | BER 4   | YAK 7   | MAR 5   | NYC 2  | NYC Ret | LON 9   | LON 1   | SEÚ 3  | SEÚ 11 | 5.º  | 126    |
| 2022-23 | Mahindra Racing                | MEX 3   | DIR 13 | DIR 15  | HYD 14  | CAB WD  | SÃO 13  | BER 11  | BER 12  | MON 12  | YAK 14  | YAK 14 | PRT 7   | ROM Ret | ROM Ret | LON 6  | LON 18 | 15.º | 32     |
| 2023-24 | ABT Cupra Formula E Team       | MEX Ret | DIR 19 | DIR 18  | SÃO 13  | TOK Ret | MIS 10  | MIS 11  | MON 11  | BER Ret | BER 11  | SHA 10 | SHA 19  | PRT 11  | PRT 17  | LON 11 | LON 10 | 23.º | 3      |
| 2024-25 | Lola Yamaha ABT Formula E Team | SÃO Ret | MEX 20 | YED DSQ | YED 16  | MIA 2   | MON 13  | MON Ret | TOK 17  | TOK 5   | SHA 18  | SHA 9  | YAK 13  | BER 18  | BER 12  | LON 17 | LON 9  | 17.º | 32     |
| Fuente: |                                |         |        |         |         |         |         |         |         |         |         |        |         |         |         |        |        |      |        |

### Deutsche Tourenwagen Masters
(Clave) (negrita indica pole position) (cursiva indica vuelta rápida)

| Año  | Equipo              | Automóvil       | 1     | 2     | 3     | 4     | 5     | 6     | 7     | 8     | 9     | 10    | 11    | 12    | 13       | 14        | 15       | 16       | Pos. | Puntos |
| ---- | ------------------- | --------------- | ----- | ----- | ----- | ----- | ----- | ----- | ----- | ----- | ----- | ----- | ----- | ----- | -------- | --------- | -------- | -------- | ---- | ------ |
| 2021 | Team Abt Sportsline | Audi R8 LMS Evo | MNZ 1 | MNZ 2 | LAU 1 | LAU 2 | ZOL 1 | ZOL 2 | NÜR 1 | NÜR 2 | RBR 1 | RBR 2 | ASS 1 | ASS 2 | HOC 1 15 | HOC 2 Ret | NOR 1 15 | NOR 2 12 | NC†  | 0†     |

- † Di Grassi fue piloto invitado, por lo tanto no fue apto para sumar puntos.